# هونغ يون هي
هونغ يون هي (بالكورية: 홍은희)‏ هي ممثلة كورية جنوبية. ولدت يوم 17 فبراير 1980 في جيونغيوب في كوريا الجنوبية.

## روابط خارجية
- هونغ يون هي على موقع IMDb (الإنجليزية)
- هونغ يون هي على موقع قاعدة بيانات الفيلم (الإنجليزية)